# Makiyakinabe

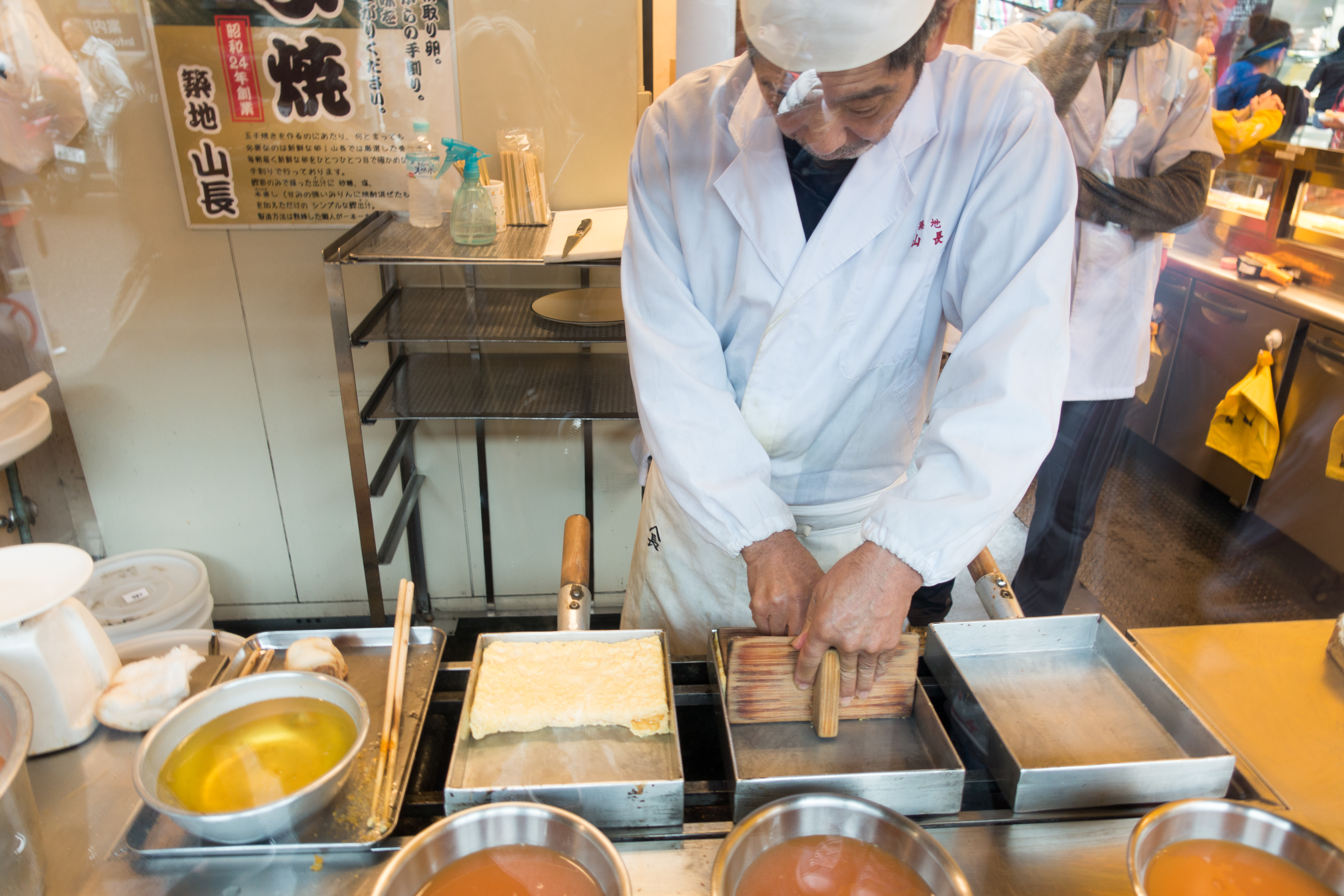
Makiyakinabe được sử dụng để làm món trứng cuộn kiểu Nhật

Makiyakinabe là một loại chảo nấu ăn hình vuông hoặc hình chữ nhật được sử dụng để làm món trứng cuộn kiểu Nhật (tamagoyaki). Loại chảo này thường được làm bằng kim loại, chẳng hạn như đồng hoặc thiếc, và cũng có thể được phủ một lớp chống dính. Chảo makiyakinabe luôn luôn có hình chữ nhật, mặc dù mỗi địa phương sản xuất chảo với kích thước và tỷ lệ giữa độ sâu so với các cạnh của chảo khác nhau. Món trứng cuộn kiểu Nhật làm bằng chảo makiyakinabe thường được dùng kèm với sushi và bentō.

## Tên gọi
Một số tên gọi được sử dụng để chỉ loại chảo này, như makiyakinabe (巻き焼き鍋), tamagoyaki-ki (玉子焼き器), và tamagoyakinabe (玉子焼き鍋). Đôi khi, nó được gọi đơn giản là chảo trứng tráng Nhật Bản. Thuật ngữ makiyakinabe bắt nguồn từ các từ tiếng Nhật maki (巻き), có nghĩa là "cuộn", yaki (焼き), là một thuật ngữ cho "nấu ăn bằng nhiệt" và nabe (鍋) có nghĩa là "chảo". Các thuật ngữ tamagoyaki-ki và tamagoyakinabe đều đề cập đến các món trứng tráng cuộn thường được làm bằng chảo, với ki (器) có nghĩa là "công cụ" trong cụm từ trước.

## Thiết kế và sử dụng

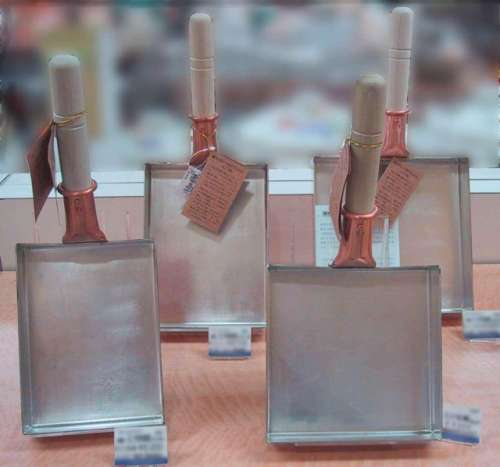
Những chiếc makiyakinabe trong một cửa hàng: trái: loại Kansai, phải: loại Kantō

Makiyakinabe có hình chữ nhật hoặc hình vuông, giúp món trứng tráng tamagoyaki giữ hình dáng truyền thống của nó khi được cuộn. Hầu hết các chảo loại này được làm bằng đồng nặng hoặc lót bằng thiếc, vì những vật liệu này có tính chất dẫn nhiệt. Ngoài chảo đồng còn có loại chảo chống dính  giá thành thấp hơn. Có ba loại makiyakinabe: loại Kantō, loại Kansai và loại Nagoya. Chảo kiểu Kantō có hình vuông, chảo kiểu Kansai có hình chữ nhật dài và hẹp, và chảo kiểu Nagoya có hình chữ nhật ngắn và rộng. Ở vùng Kantō, makiyakinabe thường được sử dụng với nắp gỗ dày để giúp lật món trứng tráng.
Trong ẩm thực Nhật Bản, chảo makiyakinabe được sử dụng để làm tamagoyaki ngọt hoặc mặn, đôi khi còn được gọi là dashimaki tamago khi chế biến cùng với dashi, hoặc usuyaki tamago (trứng tráng mỏng, một lớp).
Một món tamagoyaki bắt đầu bằng một lớp trứng tráng hình chữ nhật, nhưng trước khi trứng chín hoàn toàn và đặc lại, dùng đũa gấp lại khoảng một phần ba bằng cách nhấc ngay mép trứng rồi lật cuộn lại; rồi lật cuộn tiếp phần còn lại. Thêm hỗn hợp trứng đã đánh tan vào và lặp lại quá trình lật/cuộn. Món hoàn thiện là một khối trứng tráng hình chữ nhật nhiều lớp.
Khi sử dụng, chảo phải được bôi trơn bằng một lớp dầu rất mỏng. Để làm vậy, chảo được lau bằng khăn giấy hoặc mảnh vải được thấm dầu. Một miếng bông gòn thấm nước (hoặc bông y tế) đôi khi cũng được sử dụng cho mục đích này.
Một số công thức nấu ăn khuyên rằng không nên để trứng chuyển sang màu nâu, nhưng điều này phụ thuộc vào loại trứng tráng, trong các công thức nấu ăn khác, trứng được phép chuyển sang màu nâu vàng trên các lớp của nó.

## Tamagoyaki

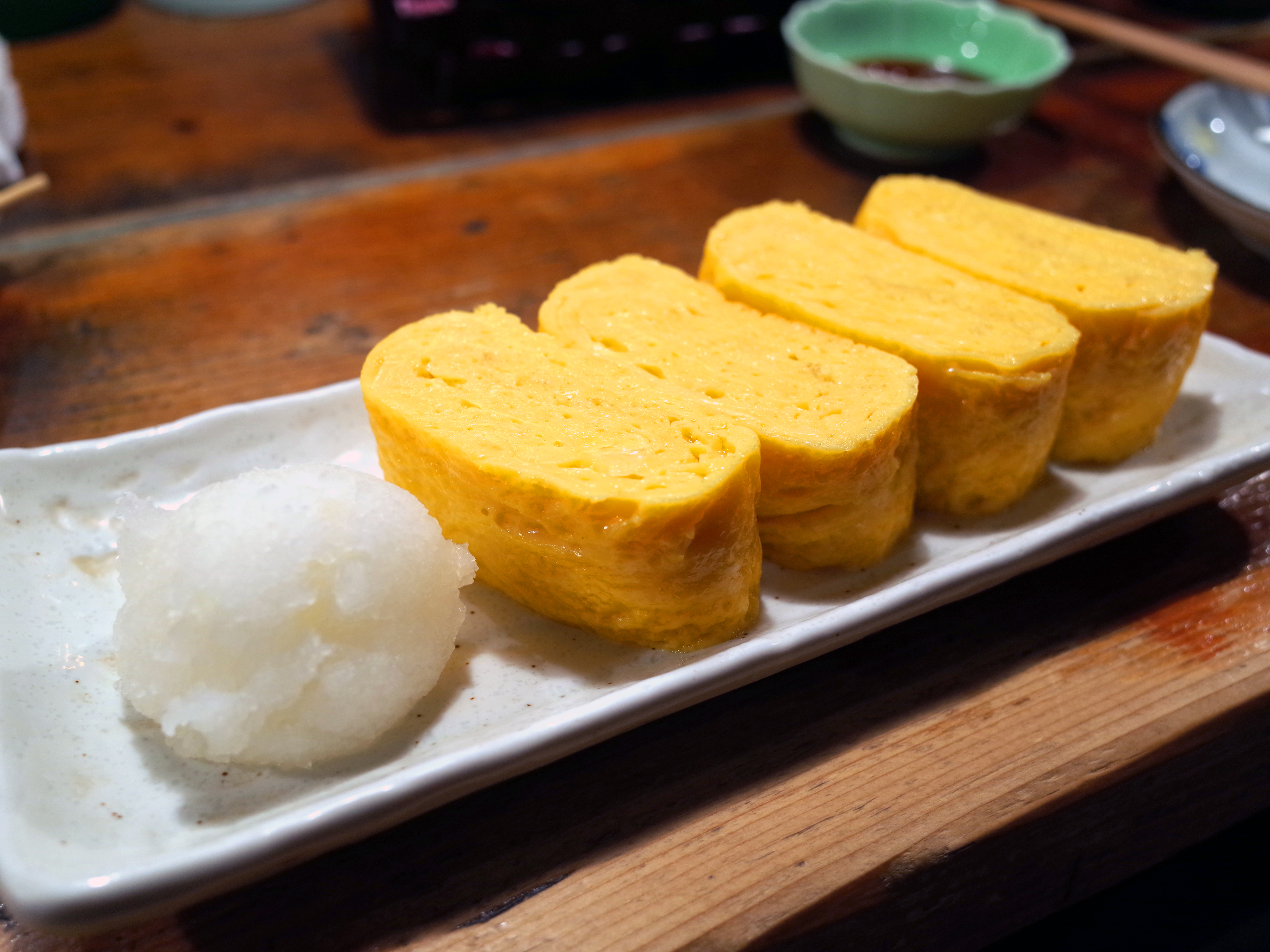
Makiyakinabe thường được sử dụng để làm tamagoyaki.

Trứng tráng cuộn chế biến bằng makiyakinabe có thể được phủ lên bề mặt của nigirizushi. Một số đầu bếp sushi tạo ra các phiên bản của món trứng tráng sử dụng trứng trộn với mắm tôm và yamatoimo nghiền. Hỗn hợp dày này không được nấu thành từng lớp mà đổ vào toàn bộ sao cho lên đến miệng chảo, nấu trong khoảng 30 phút, sau đó lật lại để phần trên và dưới được chuyển sang màu nâu caramel và trứng tráng vẫn giữ được màu vàng và giữ được độ mềm dẻo.
Nhiều loại trứng tráng có thể được chế biến tùy vào vào độ dày của nó. Trứng tráng mỏng hơn được sử dụng cho mục đích trang trí hoặc làm thành các túi bọc cơm sushi bên trong. Trứng tráng dày thì phổ biến hơn và được sử dụng để ăn kèm với nigirizushi và chirashizushi. Khi được bào nhỏ và sử dụng như một món trang trí, món trứng tráng sẽ được gọi là kinshi tamago, hay trứng sợi vàng.
Tamagoyaki có thể được ăn như một món ăn nhẹ, món ăn kèm hoặc bữa sáng. Món này cũng khá phổ biến trong các hộp cơm bentō.

### Trích dẫn
1. 1 2 3 4  Feldner, Sarah Marx (2012). A cook's journey to Japan: fish tales and rice paddies: 100 homestyle recipes from Japanese kitchens. New York: Tuttle Pub. tr. 32. ISBN 9781462905560. OCLC 792687332.
2. 1 2 3 4 5 6  Masui, Kazuko; Masui, Chihiro (2005). Sushi Secrets. Hachette Illustrated. ISBN 9781844301812.
3. 1 2 3  Andoh, Elizabeth (ngày 28 tháng 2 năm 2012). Washoku: recipes from the Japanese home kitchen. tr. 81. ISBN 978-1580085199. OCLC 60373773.
4. ↑  Khong, Rachel (1985). Lucky peach all about eggs: everything we know about the world's most important food. tr. 62. ISBN 978-0-8041-8776-3. OCLC 961457729.
5. ↑  Shimbo, Hiroko. (2012). Hiroko's American Kitchen: Cooking with Japanese Flavors. Andrews McMeel Publishing, LLC. tr. 73. ISBN 978-1-4494-2576-0. OCLC 841339613.
6. ↑  Sheraton, Mimi (ngày 13 tháng 1 năm 2015). 1,000 foods to eat before you die: a food lover's life list. Alexander, Kelly. New York. tr. 819. ISBN 978-0-7611-8306-8. OCLC 899209096.{{Chú thích sách}}:  Quản lý CS1: địa điểm thiếu nhà xuất bản (liên kết)
7. ↑  Imatani, Aya. (2009). Sushi: the beginner's guide. Penn/Imagine. tr. 62. ISBN 978-1-60734-362-2. OCLC 805858293.
8. ↑  Corby Kummer (2007). 1001 foods to die for. Kansas City, Mo.: Andrews McMeel. tr. 640. ISBN 978-0-7407-7043-2. OCLC 154800158.
9. ↑  Barber, Kimiko (ngày 11 tháng 7 năm 2017). Sushi: Taste and technique. ISBN 9780241301104. OCLC 993292976.
10. 1 2  "Tamagoyaki Japanese rolled egg". Chopstick Chronicles (bằng tiếng Anh). ngày 29 tháng 5 năm 2018. Bản gốc lưu trữ ngày 2 tháng 6 năm 2019. Truy cập ngày 2 tháng 6 năm 2019.
11. 1 2  Imatani, Aya (2009). Sushi: the beginner's guide. Imagine. tr. 62. ISBN 9780982293966. OCLC 318878336.
12. ↑  Ong, Raina (2017). CultureShock! Japan. Marshall Cavendish International Asia Pte Ltd. tr. 106. ISBN 9789814771641.
13. ↑  Hosking, Richard (1986). "tamagoyaki". A Dictionary of Japanese Food: Ingredients & Culture. C.N. Potter. tr. 139. ISBN 9781462903436.
14. ↑  Eibun Nihon etoki jiten: Inshoku hen 英文 日本絵とき事典 飲食編 [Illustrated: Eating in Japan]. JTB's illustrated book series 3 (bằng tiếng Nhật). Japan Travel Bureau. 1985. tr. 78. ISBN 9784533004568. To make usuyaki-tamago the Japanese way, you need.. tamagoyaki-nabé
15. 1 2 3 4 5 6  Hara, Luiz. Nikkei cuisine: Japanese food the South American way. tr. 54–61. ISBN 9781910254202. OCLC 944314190.
16. 1 2 3 4 5  Sheraton, Mimi (2015). 1,000 Foods To Eat Before You Die: A Food Lover's Life List. Workman Publishing. tr. 819. ISBN 9780761183068.
17. ↑  Shinojima, Chū 志の島忠 (1984). Kaiseki ryōri 会席料理 (bằng tiếng Nhật). Quyển 1. Fujingahōsha. tr. 130.
18. ↑  Khong (2017), tr. 63.
19. 1 2  Itoh, Makiko (ngày 17 tháng 4 năm 2015). "The holy trinity of the '60s: sumo, baseball and tamagoyaki". The Japan Times Online (bằng tiếng Anh). ISSN 0447-5763. Bản gốc lưu trữ ngày 2 tháng 6 năm 2019. Truy cập ngày 2 tháng 6 năm 2019.
20. ↑  Satomi, Shinzo (2016). Sushi Chef: Sukiyabashi Jiro. 9781942993285: Kodansha USA. tr. 9–22. ISBN 9781942993285.{{Chú thích sách}}:  Quản lý CS1: địa điểm (liên kết)
21. ↑  Lowry, Dave (2005). The connoisseur's guide to sushi : everything you need to know about sushi varieties and accompaniments, etiquette and dining tips, and more. tr. 183. ISBN 978-1-55832-307-0. OCLC 962114405.
22. ↑  Jewel, Mark; Hatori, Hiroyoshi (1992). "tamagoyaki". Saishin Wa-Ei kōgo jiten 最新和英口語辞典. Asahi Shuppansha. tr. 1025. ISBN 9784255920368.